# Avtozavodskaja (station MTsK)
Avtozavodskaja  (Russisch: Автозаводская) is een station aan de tweede ringlijn in de Russische hoofdstad Moskou. Het station is in 2015 gebouwd om een overstap tussen de tweede ringlijn en het gelijknamige metrostation mogelijk te maken. Er is echter geen rechtstreekse verbinding tussen beide stations en de overstappers zullen ongeveer 300 meter over straat moeten lopen om het andere station te bereiken.